# March Rhapsody on Original Themes
March Rhapsody on Original Themes is een compositie van de Brit Edward German.

## Geschiedenis
In 1901 verzocht het muziekfestival in Norwich of hij voor het volgend jaar een orkestwerk wilde componeren. Hij was toen echter al bezig aan wat zijn grootste succes zou worden (Merrie England) en greep toen terug naar zijn eigen verleden. Het bewerkte zijn werk In Commemoration uit 1897 zo grondig dat eigenlijk een nieuw werk ontstond. Deze Rhapsody on March Themes kwam gereed in 1902 en kreeg vlak daarna haar huidige titel. De March Rhapsody werd populairder dan het oorspronkelijke werkje. De titel zegt al wat het is; een rapsodie in marstempo. Gedurende het werk horen we slow-marsen, die langzaamaan overgaan in een quick-march en dan ineens stil lijken te staan. Vervolgens ontrolt zich de finale die weer in het marstempo wordt gespeeld. Het werk kent de typisch Elgariaanse langzame gedragen tempi, voordat Elgar ze zelf schreef in bijvoorbeeld Pomp and Circumstances. German en Elgar waren goede vrienden, dus wie er nu het eerst mee begon zal altijd onduidelijk zijn.
Het is een eendelig werk, dat de volgende tempoaanduidingen kent: Allegro spiritoso – Allegro marcato – tranquillo, andantino – molto allegro – andante maestoso.

## Orkestratie
- 3 dwarsfluiten, 2 hobo's, 2 klarinetten, 2 fagotten
- 4 hoorns, 3 trompetten, 3 trombones, 1 tuba
- pauken en percussie
- harp en strijkers

## Bron en discografie
- Uitgave Dutton Vocalion: BBC Concert Orchestra o.l.v. John Wilson
- Novello voor orkestratie